# Lateralus (singolo)
Lateralus  è un singolo promozionale del gruppo musicale statunitense Tool, pubblicato nel 2002 ed estratto dall'album omonimo.

## Descrizione
Nona traccia dell'album, il brano è caratterizzato da una struttura musicale ispirata alla successione di Fibonacci. Nei primi minuti della traccia, Maynard James Keenan usa le sillabe per formare i primi sei numeri della successione di Fibonacci, poi torna indietro al primo e continua fino al settimo per tornare infine indietro fino al quarto.

## Tracce
1. Lateralus – 9:23

## Classifiche
| Classifiche (2002)               | Posizione massima |
| -------------------------------- | ----------------- |
| Stati Uniti (alternative)        | 18                |
| Stati Uniti (mainstream rock)    | 14                |
| Classifica (2019)                | Posizione massima |
| Stati Uniti (digital)            | 29                |
| Stati Uniti (rock & alternative) | 17                |
| Stati Uniti (rock digital)       | 9                 |